# Магомедов, Шамиль Алиевич
Шамиль Алиевич Магомедов (1976, Махачкала, Дагестанская АССР, РСФСР, СССР — 28 декабря 2001) — российский кикбоксер, чемпион мира и Европы. Первый чемпион мира по кикбоксингу среди любителей в России.

## Спортивная карьера
Кикбоксингом занимался с 1992 года. Является воспитанником махачкалинского ДГЦБИ и школы «Атлан», занимался под руководством Белета Айдемирова и Зайналбека Зайналбекова. В 1994 выиграл чемпионат Европы, в 1995 выиграл чемпионат мира в Киеве, из 5 боев 4 досрочных, в финале выиграл у марокканца, действующего чемпиона мира. Был убит в Москве.

## Достижения
- Чемпионат Европы по кикбоксингу 1995 — ;
- Чемпионат мира по кикбоксингу WAKO 1995 — ;
- Чемпионат мира по кикбоксингу 1996 — ;

## Личная жизнь
По национальности — аварец. В 1992 году окончил среднюю школу № 30 в Махачкале. В 1995 году окончил махачкалинский автодорожный техникум. Являлся студентом 3 курса социального университета.